# Rávdukođoláássáš
Rávdukođoláássáš är en ö i Finland. Den ligger i sjön Nitsijärvi och i kommunen Enare i den ekonomiska regionen Norra Lappland och landskapet Lappland, i den norra delen av landet, 1 000 km norr om huvudstaden Helsingfors. Öns area är 4,2 hektar och dess största längd är 490 meter i nord-sydlig riktning.